# پداونا
پداونا (به ایتالیایی: Pedavena) یک کومونه در ایتالیا است که در استان بلونو واقع شده‌است.

## خصوصیات
پداونا ۲۴٫۹ کیلومترمربع مساحت و ۴٬۴۴۱ نفر جمعیت دارد و ۳۵۶ متر بالاتر از سطح دریا واقع شده‌است.